# Verbascum scabridum
Verbascum scabridum är en flenörtsväxtart som först beskrevs av Sidney Alfred Skan, och fick sitt nu gällande namn av Huber-morath. Verbascum scabridum ingår i släktet kungsljus, och familjen flenörtsväxter. Inga underarter finns listade i Catalogue of Life.